# Gokule
Gokule (nep. गोकुले) – gaun wikas samiti w środkowej części Nepalu w strefie Bagmati w dystrykcie Kavrepalanchok. Według nepalskiego spisu powszechnego z 2001 roku liczył on 683 gospodarstw domowych i 4558 mieszkańców (2197 kobiet i 2361 mężczyzn).